# 小罗灵仙庙
小罗灵仙庙，位于山西省长治市潞州区老顶山街道小罗村，是一处山西省文物保护单位。
2016年6月6日，小罗灵仙庙授予山西省文物保护单位，年代为元、清，古建筑类，编号5-89。